# Territoriaal geschil
Een territoriaal geschil is een onenigheid over het bezit en/of bestuur over land tussen twee of meer staten. Het kan hierbij ook gaan over een stuk land dat werd veroverd door een staat op een andere staat, waarbij de laatste staat vervolgens niet meer wordt erkend door de staat die het stuk land heeft bezet. Het grondgebied dat de inzet van het conflict vormt, wordt betwist gebied genoemd.
Dergelijke gebiedstwisten staan vaak in verband met het bezit van grondstoffen als rivieren, vruchtbare grond, minerale hulpbronnen of olie- en gasvoorraden, hoewel de geschillen ook kunnen zijn ingegeven door (verschillen in) cultuur, religie en etnisch nationalisme. In veel gevallen komen territoriale geschillen voort uit vaag en onduidelijk taalgebruik in een verdrag dat de "oorspronkelijke" grens definieert.
Territoriale geschillen zijn een belangrijke oorzaak van oorlogen en terrorisme, daar staten vaak proberen om hun echte of vermeende soevereiniteit te verkrijgen over een gebied door het binnen te vallen en niet-staatsgebonden entiteiten proberen het beleid van politici te beïnvloedden door het uitvoeren van terroristische acties. Het internationale recht is tegen het gebruik van geweld door een staat om daarmee gebied van een andere staat te annexeren. Het handvest van de Verenigde Naties stelt: "Alle lidstaten zullen zich in hun internationale relaties onthouden van de dreiging met of het gebruik van geweld tegen de territoriale integriteit of politieke onafhankelijkheid van elke staat of op welke wijze dan ook, die niet consistent is met de Doelen van de Verenigde Naties."
In sommige gevallen, zoals bij Aksai Chin, de Straat van Taiwan en Kasjmir, wordt door beide partijen een bestandslijn (Line of Control; LOC) vastgesteld, die dient als de de facto internationale grens. Hoewel deze lijnen vaak duidelijk zijn gedemarceerd, hebben ze echter niet de legitimiteit van een overeengekomen internationale grens.

## Samenhangende begrippen
Het begrip grensconflict wordt alleen gebruikt voor de vele gevallen waarbij alleen een grensgebied (en niet een hele staat) tussen ten minste twee staten wordt betwist en kan ook enclaves omvatten, die formeel omsloten worden door een andere staat, zoals in het geval van Nagorno-Karabach. Een ander voorbeeld is de Republiek China, die door de Volksrepubliek China wordt gezien als niet meer bestaand en illegaal en juridisch gezien wordt Taiwan door de Volksrepubliek beschouwd als haar 23e provincie.
Het begrip bezet gebied verwijst in het algemeen naar gebieden (het begrip wordt vaak in meervoud gebruikt) die door een soevereine staat worden bestuurd (vaak met inzet van militaire aanwezigheid) en niet tot haar erkende gebied behoren gezien vanuit het internationale recht. Meestal worden gebieden gedurende langere tijd bezet om een territoriale claim in de praktijk te brengen, maar dit is niet altijd het geval. Soms worden gebieden bezet door een staat om strategische redenen (bijvoorbeeld om een bufferzone te creëren of als een preventieve ingreep om een rivaliserende macht ervan te weerhouden om er de macht over te krijgen) of als een dwangmiddel (als straf, om interne maatregelen op te leggen of om te gebruiken als onderhandelingsmiddel). Het begrip bezette gebieden wordt sinds de late 20e eeuw vooral gebruikt om te verwijzen naar de Westelijke Jordaanoever en de Gazastrook, waarvan de status sterk wordt betwist (zie Palestijnse Gebieden).
Het begrip irredentisme wordt gebruikt voor grensconflicten en andere territoriale aanspraken, waarbij een van de partijen haar aanspraken rechtvaardigt op basis van vroegere culturele of etnische saamhorigheid.